# Richard Hofstadter
Richard Hofstadter, född 6 augusti 1916, död 24 oktober 1970, var en amerikansk offentlig intellektuell under 1950-talet, en historiker och DeWitt Clinton-professor i amerikansk historia vid Columbia University. Under hans karriär blev Hofstadter den “iconic historian of postwar liberal consensus“ (sv: “ikoniske historikern för efterkrigstidens progressiva konsensus“) som 2000-talets historiker fortsätter att återvända till.
Hans viktigaste verk är Social Darwinism in American Thought, 1860–1915 (1944); The American Political Tradition (1948); The Age of Reform (1955); Anti-intellectualism in American Life (1963), and the essays collected in The Paranoid Style in American Politics (1964). Han har två gånger vunnit Pulitzerpriset: 1956 för The Age of Reform, en osentimental analys av den populistiska rörelsen under 1890-talet och den progressiva eran i början av 1900-talet; och 1964 för det kulturhistoriska verket, Anti-intellectualism in American Life.